# Mellicta berisalii
Mellicta berisalii är en fjärilsart som beskrevs av Rühl 1891. Mellicta berisalii ingår i släktet Mellicta och familjen praktfjärilar. Inga underarter finns listade i Catalogue of Life.